# Т-55
Т-54/Т-55 је назив серије совјетски главних борбених тенкова. Настали су као замена за прослављени тенк Т-34. Масовно су се производили, у великим серијама, тако да њихов број примерака, до данас, превазилази појединачно све остале тенкове. Тенкови Т-54/55 такође су до сада били и најмасовнији у оперативној и борбеној употреби. Они су веома слични, без већих међусобних разлика. Током времена, ретроактивно, већина Т-54 преправљено је у стандард Т-55. Многе фирме, из већег броја земаља, реализовале су своје пакете тих модификација. На овај начин, ови тенкови су међусобно још више стопљени и третирају се да припадају истој групацији стандарда.
Т-55 спада у групу тенкова средње тежине. Наоружан је топом калибра од 100  и митраљезом калибра од 12,7 mm. Борбени комплет топа сачињава 56 граната и једно подкалибарно зрно.

## Развој

### Претходници Т-34 и Т-44
Совјетски Т-34 тенк ушао је у оперативну употребу 1940. године, по многима био је један од најбољих, обједињавао је карактеристике ватрене моћи, отпорности оклопа и покретљивости. Т-34 се током Другог светског рата стално надограђивао, али совјетски пројектанти због трошкова и брзине израде нису могли у њега да интегришу савремену технологију тога времена.
Године 1943. године, развијен је Т-34м и на основу њега је настао тенк Т-44. Т-44 је због смештаја других склопова, различитог пројекта тела и куполе био већи од свог претходника. На Т-34, због куполе ограничених габарита, није се могао уградити новоразвијени топ од 100 mm, где је био уграђен топ мањег калибра, од 85 mm.

### Прототипови
Развој прототипа тенка Т-54 почео је у октобру 1944. године у конструкционом бироу ОКБ-520 у Стаљин Урал фабрици за тенкове № 183, која се налази у Нижњем Тагилу. Пројекат је довршен у децембру исте године, док је први прототип направљен у фебруару 1945. године. Испитивања су успешно завршена у марту и априлу 1945. године. Црвена армија је увела тенк у оперативну употребу под називом Т-54. Тенк је имао готово исто подвожје и тело као и Т-44. Главна разлика је у томе што је појачан оклоп на предњем делу на 120 mm и горња плоча, а доња на 90 mm. Направљено је и ново решење улаза за возача тенка. Купола је већа и има напред дебљи оклоп од 180 mm, на споју од 90 mm, бочно од 150 mm и на крову од 30 mm.
Топ Д-10тка калибра 100 mm био је главно оружје. Био је опремљен са два митраљеза од 7,62 mm. Тенк је био погоњен новим дизел-мотором В-54, са 12 цилиндара и хлађењем са 38,88 литара воде. Поседовао је снагу од 388 kW, са 2 000 обртаја у минути. Капацитет резервоара бензина такође је био повећан на 530 литара у основном унутрашњем и 165 литара у додатним спољним резервоарима, који се постављају на задњи део тела тенка. За разлику од Т-34, додатни резервоари горива директно су повезани са мотором. Траг гусеница је проширен у циљу повећања бочне стабилности. Маса тенка повећана је на 35,5 тона, због чега је Т-54 био мало спорији од Т-44 (43,5 km/h). Максималан могући пређени пут је повећан на 360 km.
Други прототип Т-54 тенка, развијен је у јулу 1945. године и назван је Објекат 137. Тенк је био опремљен новом куполом, топом ЛБ-1 од 100  и митраљезом СГ од 7,62 mm. Предњем делу оклопа куполе је повећана дебљина на 200 mm, на саставу на 125 mm и на бочним зидовима на 160 mm. Био је допунски опремљен са два митраљеза СГ-43 од 7,62 mm, уграђени су били у фиксне контејнере бочно, сваки са по 500 метака. Њима је управљао возач. На куполу је постављен ваздухопловни митраљез ДСхК од 12,7 mm. Капацитет главног резервоара за гориво повећан је на 545 литара, а помоћни на 180 литара, тако да је могућност преласка најдужег растојања остала иста од 360 km иако му је маса повећана на 39,15 тона. Овај прототип је прошао кроз испитивања током јула и новембра 1945. године. После одређених дотеривања, Т-54 је ушао у серијску производњу, а први у оперативну употребу Црвене армије 29. априла 1946. године. Истовремено се производио у три фабрике.

## Серијски тенк Т-54
Производња почетне серије тенкова Т-54 почела је споро, 1490 примерака било је направљено. Црвена армија добила је тенк који био јачи од осталих у Другом светском рату. Његов топ од 100 mm није био толико ефикасан колико претходни од 88 mm.
Серијска верзија, Т-54-1, била је другачија од прототипа Т-54. Имао је дебљи оклоп тела и то напред 80 mm, на крову 30 mm и бочно 20 mm, чиме је превазиђена дебљину оклопа на немачком тенку Тигар. Током развоја ове верзије појавили су се технички проблеми, који су довели у питање његову поузданост. Производња је заустављена и пројектована је нова верзије Т-54-2 (Објекат 137Р). Направљено је неколико измена и постављена је нова купола. Нови пројекат куполе, са заобљеним странама узет је са тешког тенка ИС-3. Купола је слична оној на каснијим извођењима тенка Т-54, али са уздигнутим задњим крајем у односу на тело тенка. Пренос снаге је модернизован и гусенице су проширене на 580 mm. Т-54-2 је ушао у серијску производњу 1949. Производња је почела 1950. године у фабрици Стаљин Урал № 183.
Друга реконструкција направљена је 1951. године, под варијантом Т-54-3 (Објекат 137Сх), са полукружном куполом (без одвајања позади од тела), као и са новим телескопским визиром ТСХ-2-22. Такође имао систем ТДА за димно маскирање. Командна верзија је била Т-54к, која је имала радио везу, навигацијску опрему и пуњач акумулатора.
Почетком 1950-их година, вођство пројектног бироа Стаљин Урал № 183 знатно се изменило. Прва одлука им је била да се уз топ Д-10Т од 100 mm угради и вертикални стабилизатор СТП-1 „Горизонт“. Нови топ назван је Д-10ТГ и постављен је на куполу тенка Т-54. Тај нови тенк је добио и ноћни визор за возача и назван је Т-54А (Објекат 137Г). Био је опремљен и телескопски визором ТСХ-2А-22, инфрацрвеним возачевим визором ТВН-1, новим радиом Р-113, мотором за више врста горива и додатним резервоарима. Овај тенк је званично ушао у оперативну употребу и у серијску производњу 1954. и 1955. године. Такође је направљена командна верзија Т-54АК, са радио сетом Р-112 (остали тенкови били су опремљени радиом Р-113), навигационим системом ТНА-2, а због те допунске опреме смањен му је бојеви комплет за 5 граната.
У октобру 1953. године, направљен је тенк Т-54М од варијанте Т-54А (Објекат 139), са експерименталном наменом за развој интеграције новог топа Д-54Т и Д-54ТС од 100 mm, глатком цеви (без олучења), са системима за стабилизацију, који се користио касније и на Т-62. Испитивања нису била у потпуности успешна, па се развој будућег тенка Т-55 наставио са топом Д-10. Погон тога тенка је био са мотором В-54-6 снаге 433 kW. Т-54М није ушао у серијску производњу.

### Т-54А и Т-54Б
Нове верзије Т-54А и Т-54Б (Објекат 137Г2) пројектоване су 1955. године. Наоружани су топом Д-10Т2С од 100 mm, са стабилизатором СТП-2 „Циклон“. Ушле су у серијску производњу 1957. године. Ти нови тенкови били су опремљени инфрацрвеним сензорима (ИЦ) Л-2 „Луна“, визором ТПН-1-22-11 и командним визором ОУ-3. Користили су гранате (поткалибарне, за пробој оклопа) АПФСДС, које значајно повећавају пробојну моћ топа, тако да је исти држао корак са развојем оклопа у западним земљама. Т-54Б је послужио и за командну верзију Т-54БК, који је имао исту опрему као и Т-54АК.

### Т-55
После првих проба са нуклеарним оружјем, схватило се да Т-54 може издржати 2-15 kT нуклеарног удара на удаљености 300 m од епицентра. Посада би у случају тако снажне експлозије имала шансу да преживи, ако се налази на удаљености већој од 700 m од епицентра. Због тога је одлучено да се направи заштита од радијације која би се активирала за 0,3 секунде након откривања гама зрачења. Предложено је да се мења пројекат тенка и да се уведу нове технологије. Многе новине су испитане већ раније на Т-54М (Објекат 139). Интегрисан је нови дизел-мотор V-55, са 12 цилиндара и хлађењем са 38,88 литара воде, расположиве снаге од 433 kW. Побољшан је приступ мотору, чиме је олакшано и његово одржавање и опслуживање. Постављен је још један резервоар за гориво од 300 литара, унутар предње стране тенка, чиме се укупан капацитет повећао на 680 литара. Борбени комплет је повећан са 34 на 45 граната. Од тога је 18 смештено у такозваним мокрим резервоарима у предњем делу куполе. Борбени комплет састојао се од високо експлозивних граната и противтенковских граната. Било је планирано да носи и БК5М ХЕАТ гранате која могу пробити оклоп дебљине од 390 mm, израђен од хомогеног пресованог челика. Скинут је противавионски митраљез од 12,7 mm, због његове неефикасности против брзих циљева у ваздуху. Тенк је требало да буде опремљен и активним системом заштите „Роса“. Имао је и дебљи оклоп куполе и опрему за борбу ноћу. Како би се смањила маса тенка, због прираста од уграђене опреме, стављен је оклоп мање дебљине на задњој страни његовог тела. Т-55 је промовисао ново категорисање тенкова, уместо средње тешког тенка, уведен је назив главни борбени тенк. Ушао је у оперативну употребу Црвене армије 8. мај 1958. године. Производио се од 1958. године.
Од 1959. производила се и варијанта Т-55К, командна верзија тенка опремљена радиом Р-112, АБ-1-П/30 генератором на бензински погон и ноћним визором ТПН-1-22-11. Ова опрема је смањила унутрашњи простор, због чега је смањен борбени комплет на 37 граната и скинути су митраљези. На почетку 1960-их Т-55К је био експериментални, био је опремљен ТВ камерама „Уран“ и опремом за надгледање бојишта. Тенк је имао видео-камеру, а слика се слала командном возилу БТР-50 ПУ. Слика се могла преносити на удаљеност од 10 до 30 km, зависно од терена и положаја возила. Тенк Т-55 је коришћен 1961. године за испитивање ТВ системима „Алмаз“, који је требало да замени обични, одмах после нуклеарног удара. Једна камера била је постављена на тело тенка (за возача) и две камере су постављене на куполу - једна је служила за гађање, а друга за слање слике на два екрана за команданта. Командант је седео на месту возача, док је возач седео до њега. Овакав систем надгледања бојишта омогућио је домет по дану од 1,5 до 2 km. Због неквалитетне опреме, добијени су лоши резултати. Почетком 1960-их пројектни биро ОКБ-29 у Омску радио је на развоју и уградњи гасне турбине ГТД-3Т снаге 522 kW. Један Т-55 био је опремљен том турбином и прошао је сва испитивања, али добијени резултати нису били очекивани и задовољавајући те је програм прекинут. Такође је испитиван Т-55, опремљен са три противоклопне ракете „Маљутка“ 9М14, у периоду од 1962. до 1965. године. Развијана је и верзија са бацачем пламена ТО-55 (Објекат 482), који се производио до 1962. године. Био је опремљен са 460 литара запаљиве течности, уместо предњих резервоара бензина. Бацач пламена је заменио митраљез. Последњи бацач пламена ТО-55 повучен је из оперативне употребе 1993. године.
У поређењу са западним (НАТО) тенковима (амерички М48 Патон и британски Центурион), Т-55 био је мањи и лакши, али је имао бољу покретљивост, оклопну заштиту и ватрену моћ. Топ Д-10Т од 100 mm био је једна од највећих предности Т-54/55, зато што у то време ни један западни тенк није имао топ таквих перформанси. Ова предност трајала је док се нису појавили модернији западни тенкови, као на пример М60 Патон или побољшани Центурион. Оба ова тенка користила су топове калибра од 105 mm.

### Т-55А
Почео је развој модернијег и бољег система заштите од радијације 1961. године. Циљ је био да се побољша заштита посаде тенка од дејства гама зрака и да се тиме, у случају нуклеарног рата, повећају шансе за преживљавање тенка и посаде на бојишту.
Направљена је пластифицирана облога унутрашњих зидова тенка (скраћено ПОВ), која спречава продор гама зрачења. Због те надоградње, отвор за возача је требало да буде проширен, а са њиме су проширени и отвори на куполи.
Тенк је такође био опремљен системом за хемијску филтрацију ваздуха. Остављен је само један митраљез од 7,62 mm. Тело тенка је продужено са 6,04 m на 6,2 m. Додато је још 6 граната за главни топ. Ове измене повећале су тежину тенка на 38 тона. На основу Т-55А тенка направљена је и командна верзија Т-55АК.

## Варијанте тенкова Т-54 и Т-55[2]
Значајније варијанте тенкова Т-54 и Т-55:
- Т-54-1 или Т-54, модел 1946.
- Т-54-2 или Т-54, модел 1949.
- Т-54, првобитно познат као Т-54-3, или Т-54 модел 1951.
- Т-54А, произвођен од 1955. до 1957, у Пољској од 1956. до 1964, у Чехословачкој од 1958. до 1966, и у Кини.
- Т-54Б, произвођен од 1957.
- Објекат 139, или T-54M
- T-54AK, T-54БК и T-54MK, командни тенкови.
- T-55, произвођен од 1958. до 1962, у Пољској од 1958. до 1962, у Чехословачкој од 1958.
- T-55A, произвођен од 1963. до 1977, у Пољској од 1964. до 1979.
- T-55K, T-55AK, T-55MK, T-55K1 и T-55K2, командни тенкови, командни тенкови.
- T-62, произвођен од 1962.

### Модернизације
- Т-54М, унапређени тенкови Т-54 у Т-55.
- T-54AM, увођење новог V-55 мотора и новог радија.
- T-55M/T-55AM, модернизација тенка Т-55 и тенка Т-55А са новим системом за управљање ватром, нови мотор V-55У, нове гусенице, АБХ заштита, отпорност на мине и напалм бомбе.
- T-55M-1/T-55AM-1, модернизован тенк са уграђеним мотором са тенка Т-72 V-46.
- T-55АД/T-55АМД/T-55АД1/T-55АМД1, подешени за совјетску морнаричку пешадију.
- T-55МВ/T-55АМВ/T-55МВ-1/T-55АМВ-1/T-55AM2, варијанте за совјетску морнаричку пешадију.
- T-55AM2ПВ, за Источну Немачку, већина су враћени у Русију 1992.
- T-55M5 - T-55M5, промовисан је 1990. године. Овај модернизацијски комплет садржи нови начин управљања са ватром, ефикаснији мотор V-55У и главни топ TBK-3 са стабилизатором.

### Посебне намене
- OT-55, тенк-бацач пламена.
- MT-55A, транспортер мостова.
- T-54-T, тенк-тегљач.
- ВТ-55A, тенк-тегљач.
- ЗСУ-57-2, самоходни противавионски топ, развијен од T-54 са тањим оклопом, са једним точком мање и са новом куполом.

## Карактеристике тенка Т-55АМВТ
| Параметри                                      | Вредности            |
| Посада [ –]                                    | 4                    |
| Маса у борби [ ]                               | 40 500               |
| Укупна дужина шасије [ ]                       | 6,2                  |
| Укупна висина [ ]                              | 2,32                 |
| Укупна ширина [ ]                              | 3,6                  |
| Специфични притисак на тло [ ]                 | 0,89                 |
| Снага Дизел-мотора [ ]                         | 620 – 690            |
| Дужина пута крстарења (без / са доп. рез.) [ ] | 390 / 600            |
| Максимална брзина [ ]                          | 50                   |
| Максимална теренска брзина [ ]                 | 35                   |
| Просечна употребна брзина [ ]                  | 25                   |
| Прелази препреке (висине) [ ]                  | 1,4 и 5,5 са витлом  |
| Радио                                          | Р-173, Р-173П, Р-124 |
| Дебљина оклопа [ ]                             | 200                  |
| Топ                                            | Д-10Т2С 100          |
| Митраљез                                       | ПКТ-Т 7,62           |
| Нишан                                          | ИЦ – Ласерски        |

## Оперативна и борбена употреба

### СССР и Русија
Т-54/55 и Т-62 били су најбројнији тенкови у Црвеној армији 1970-их година. Од укупног састава, чини ли су око 85% бројног стања.
Тенк Т-54 се користио у Мађарској револуцији 1956. године и неколико их је уништено уз помоћ молотовљевих коктела и мађарских противтенковских топова. Побуњеници су предали један заробљени Т-54А тенк британској амбасади у Будимпешти. То је искоришћено за копирање решења и развоја тенковског топа на западу.
Руска војска користи углавном Т-80 и Т-72 и у мањем броју тенкове Т-90, а већину Т-62 и Т-55 повукли су у резерву.

### Блиски исток
Током 1967. године, за време Шестодневног рата, амерички М48 Патон тенкови, британски Центурион тенкови и побољшани М4 Шерман, супротставили су се египатским Т-55. Овај сукоб тенкова, комбинован са снажном подршком западне коалиције из ваздуха, био је трагичан за египатске тенкове Т-54/Т-55.
После 1973. године, руски топови на тенковима Т-54А и Т-55, почели су значајно да губе предност, што је било и пресудно за пораст супериорности западних и израелских тенкова. Израел је заробио велики број тенкова Т-55 од Сирије и Египта током 1967. године и увео је неке у оперативну употребу у својој војсци. У њих су уграђивали своје топове калибра 105 mm, а такође су у њих интегрисали и америчке моторе уместо руских. Већина тих тенкова касније је продата трећим земљама, неки и латиноамеричким државама, а неке су преправили у тешке оклопне транспортере за своју употребу.

### Вијетнамски рат
У Вијетнамском рату војска Јужног Вијетнама и Северног Вијетнама сукобила се први пут у фебруару 1971. године. Током битке, 17 лаких тенкова М41, војске Јужног Вијетнама уништили су 22 тенка војске Северног Вијетнама, 6 комада Т-54 и 16 комада ПТ-76, без својих губитака.
Дана 9. април 1972. године, сва три вода 20-ог тенковског пука Јужног Вијетнама сукобила су се са Т-55 тенковима. М48 Патони су отворили ватру са удаљености од око 2 800 метара, неколико Т-54 је одговорило на напад, али противници су били далеко изван њиховог домета. До краја дана, било је уништено 16 тенкова Т-54 и заробљен један Т-55, без сопствених губитака.
Северновијетнамска војска, опремљена тенковима Т-54, у априлу 1972. године је остварила једну од највећих победа, када је северновијетнамски 203. оклопни пук напао јужновијетнамску 22-гу пешадијску дивизију, која је контролисала град Контум. Након дводневног гранатирања, 18 тенкова Т-54 дејствовало је из два правца, поразивши јужновијетнамски војску, која се повукла са губицима.
Завршни чин рата у Вијетнаму био је 30. априла 1975. године, када је тенк Т-54 Северног Вијетнама прошао кроз врата америчке амбасаде.

### Употреба на подручју бивше Југославије
Тенк Т-55 је био у масовној оперативној употреби у ЈНА, попуњавао је око 60% њених оклопних састава (приближно 1 500 примерака). Набављени су из Русије, Пољске и Чехословачке. Због своје велике бројности у ЈНА, управо је тенк Т-55 био највише присутан код свих страна учесница у сукобима на подручју бивше Југославије. Хрватска је до своје прве веће количине тенкова дошла када јој је предата касарна ЈНА у Вараждину, при чему је предато и 74 тенка Т-55. Тенкови Т-55 борбено су коришћени у већини сукоба, широм бивше Југославије.

### Остали сукоби
Т-54 тенкови коришћени су током цивилног рата у Камбоџи.
Током 1971. године, у Индијско-пакистанском рату, Индија је у свом војном саставу имала тенкове Т-55, који су се супротстављали пакистанским тенковима М48 Патон, М24 Чефи и кинеском Тип 59.
У рату Уганде и Танзаније (1978—1979), Либија је послала Уганди неколико својих тенкова Т-54/55, од који је неколико учествовало у борбеним операцијама.
Тенкови Т-54/Т-55 коришћени су и у борбеним акцијама против Јужноафричке Републике и против војних снага, током рата у Анголи. Тенк Т-55 доказао је да добро подноси афричке климатске услове у рату. Неколико тенкова Т-55 уништила је Јужноафричка Република противоклопним вођеним ракетама.
Кина је продала више хиљада тенкова Тип 69 Ирану и Ираку, током Ирачко-иранског рата у периоду од 1980—1988. године. Коришћени су и у Заливском рату 1990. рату и у Рату у Ираку 2003. године.

## Корисници[2]
| - Абхазија - Авганистан - Албанија - Ангола - Азербејџан - Бангладеш - Белорусија - Босна и Херцеговина - Бугарска - Црна Гора - Чад - Република Конго - Египат - Еквадор - Екваторијална Гвинеја - Еритреја - Етиопија - Грузија - Гвинеја - Гвинеја Бисао - Хрватска - Индија - Индонезија - Ирак - Иран - Израел - Јемен - Јужна Кореја - Јужни Јемен - Камбоџа - Куба - Лаос - Литванија | - Либан - Либија - Мађарска - Малави - Мароко - Мауританија - Монголија - Мозамбик - Намибија - Нигерија - Никарагва - Перу - Руанда - Македонија - Румунија - Русија - Сирија - Северна Кореја - Словачка - Словенија - Сомалија - Србија - Централноафричка Република - Судан - Танзанија - Того - Уганда - Украјина - Уругвај - Узбекистан - Вијетнам - Замбија - Зимбабве |  |